# Svend Høgsbro
Svend Høgsbro, född 4 juni 1855, död 5 maj 1910, var en dansk politiker. Han var son till Sofus Høgsbro.
Høgsbro blev Højestretssagfører 1889, var en grundtvigskt präglad vänsterman men i synnerhet en varm förkämpe för kvinnosaken. 1895-1909 var han medlem av folketinget, 1905-08 trafikminister och 1908-09 justitieminister. Han enighet med Niels Neergaard i försvarsfrågan blev hans fall.

## Utmärkelser
- Riddare av Dannebrogorden,  1904[1]
- Dannebrogsmännens hederstecken,  1906[1]
- Kommendör av Dannebrogorden,  1908[1]

[Redigera Wikidata]